# Санто Стефано д’Авето
Санто Стефано д’Авето (итал. Santo Stefano d'Aveto) је насеље у Италији у округу Ђенова, региону Лигурија.
Према процени из 2011. у насељу је живело 508 становника. Насеље се налази на надморској висини од 1034 м.

## Становништво
Према резултатима пописа становништва 2011. у општини је живело 1.217 становника.
| 1931. | 1936. | 1951. | 1961. | 1971. | 1981. | 1991. | 2001. | 2011. |
| ----- | ----- | ----- | ----- | ----- | ----- | ----- | ----- | ----- |
| 2.172 | 2.307 | 2.270 | 2.001 | 1.851 | 1.600 | 1.368 | 1.257 | 1.217 |